# Tony Lema
Anthony David „Tony“ Lema (* 25. Februar 1934 in Oakland, Kalifornien; † 24. Juli 1966 in Lansing, Illinois) war ein US-amerikanischer Golfspieler. In der ersten Hälfte der 1960er Jahre gehörte er neben Jack Nicklaus, Arnold Palmer, Gary Player und Billy Casper zu den dominierenden Profi-Golfern der Welt. 1966 starb er im Alter von 32 Jahren bei einem Flugzeugabsturz in der Nähe von Chicago.

## Herkunft und Anfangszeit als Profi
Lema wurde in Oakland in einer Familie mit portugiesischen Vorfahren geboren. Sein Vater starb, als er drei Jahre alt war. Die Mutter zog die vier Kinder alleine auf.
Als Kind begann er das Golfspielen. Im Alter von 17 Jahren verpflichtete er sich für die Marines und nahm am Koreakrieg teil. Nach seiner Rückkehr 1955 arbeitete er als Golflehrer in einem Golfclub in San Francisco.
Ab 1957 spielte er auf der PGA-Tour, bis 1962 allerdings mit eher mäßigen Ergebnissen. Danach begann eine steile Karriere.

## Vier Jahre auf dem Höhepunkt
Vor Beginn der Orange County Open in Costa Mesa, Kalifornien, im Oktober 1962 scherzte Lema, er würde der Presse im Falle eines Sieges im Anschluss an die Pressekonferenz Champagner servieren statt des sonst üblichen Bieres. Lema gewann das Turnier tatsächlich und errang somit seinen ersten Sieg auf der PGA TOUR. Er hielt sein Versprechen: Für die anwesenden Journalisten gab es Champagner. Der Spitzname „Champagner-Tony“ begleitete den lebenslustigen Kalifornier von nun an.
Die folgenden vier Jahre waren von immensem sportlichen Erfolg gekennzeichnet: Zwölf Turniersiege, darunter die British Open 1964, elf zweite Plätze und drei Mal der dritte Rang verbuchte er in dieser Zeit. Preisgelder von umgerechnet 2,4 Millionen Mark waren der Lohn. In der Popularität wurde Lema nur vom damaligen Superstar Arnold Palmer übertroffen.
Aufgrund seines Talents und seiner Kühnheit galt Lema als außergewöhnlich. Sein größter Triumph, der Sieg bei den British Open 1964, fand unter ungewöhnlichen Umständen statt. Spieler wie Jack Nicklaus reisten üblicherweise ein bis zwei Wochen vor Turnierbeginn an. Die Zeitumstellung, stark schwankendes Wetter mit viel Wind und oftmals tiefen Temperaturen, der zu der Zeit kleinere Ball als auf der US-Tour und die andere Spielweise auf den küstennahen Links-Plätzen erforderten eine längere Eingewöhnung. Lema reiste lediglich 36 Stunden vor dem ersten Abschlag an und gewann überlegen mit fünf Schlägen Vorsprung vor Nicklaus. Das Besondere dieses Sieges war auch der Umstand, dass nie wieder ein Spieler die British Open bei seiner ersten Teilnahme gewinnen können.

## Tragischer Tod
Mitte der 1960er Jahre hatte Lema sein Playboy-Image, das ihm hartnäckig anhaftete, abgelegt. Er war verheiratet. Ihm wurde zugetraut, den dominierenden Nicklaus gefährden zu können. Sein Leben endete jedoch jäh und tragisch: Im Juli 1966 überflog die kleine Privatmaschine, in der er gemeinsam mit seiner Frau Betty saß, den Lansing Sportsman’s Club nahe Chicago. Da auf diesem Kurs sein nächstes Turnier stattfinden sollte, wollte sich Lema aus der Luft einen Eindruck vom Platz verschaffen. Aufgrund von Treibstoffmangel stürzte das Flugzeug nahe dem 17. Grün des Golfplatzes ab. Außer Lema und seiner Frau starben die Pilotin und der Kopilot.

## PGA Tour Siege (12)
- 1962: Sahara Invitational, Orange County Open, Mobile Sertoma Open Invitational
- 1963: Memphis Open Invitational
- 1964: Bing Crosby National Pro-Am, Thunderbird Classic, Buick Open Invitational, Cleveland Open, The Open Championship
- 1965: Buick Open Invitational, Carling World Open
- 1966: Oklahoma City Open Invitational

Major Championships sind fett dargestellt.

## Major-Turniere
| Tournament            | 1956 | 1957 | 1958 | 1959 | 1960 | 1961 | 1962 | 1963 | 1964 | 1965 | 1966 |
| --------------------- | ---- | ---- | ---- | ---- | ---- | ---- | ---- | ---- | ---- | ---- | ---- |
| The Masters           | DNP  | DNP  | DNP  | DNP  | DNP  | DNP  | DNP  | 2    | T9   | T21  | T22  |
| U.S. Open             | 50   | DNP  | DNP  | DNP  | DNP  | DNP  | CUT  | T5   | 20   | T8   | T4   |
| The Open Championship | DNP  | DNP  | DNP  | DNP  | DNP  | DNP  | DNP  | DNP  | 1    | T5   | T30  |
| PGA Championship      | DNP  | DNP  | DNP  | DNP  | DNP  | DNP  | WD   | T13  | T9   | T61  | T34  |

DNP = nicht angetreten

WD = zurückgezogen

CUT = am Cut gescheitert

„T“ = geteilter Rang